# Bordușani (okręg Buzău)
Bordușani – wieś w Rumunii, w okręgu Buzău, w gminie Săgeata. W 2011 roku liczyła 431 mieszkańców. 